# Rhododendron subflumineum
Rhododendron subflumineum är en ljungväxtart som beskrevs av Pui Cheung Tam. Rhododendron subflumineum ingår i släktet rododendron, och familjen ljungväxter. Inga underarter finns listade i Catalogue of Life.